# Bárbara Bandeira
Bárbara Bandeira, nata Bárbara Sofia Holanda Bandeira (Azeitão, 23 giugno 2001), è una cantante portoghese.

## Biografia
Bárbara Bandeira si è fatta conoscere partecipando al talent per bambini Uma canção para ti, trasmesso dalla Televisão Independente, nel 2011. Tre anni più tardi ha gareggiato a The Voice Kids Portugual, versione portoghese per del format per bambini The Voice. Ha fatto il suo esordio discografico nel 2018 con l'EP Cartas, classificatosi in vetta alla hit parade portoghese. È stata candidata per l'MTV Europe Music Award al miglior artista portoghese in quattro occasioni, vincendo per la prima volta il premio nell'edizione del 2022 e la seconda in quella del 2024.
Finda, album in studio d'esordio, è stato messo in commercio nell'ottobre 2023 e ha prodotto due successi numero uno, Como tu (nonuplo platino; 90 000 unità vendute) e Carro (quadruplo platino; 40 000). Bandeira è stata riconosciuta con il premio Play alla miglior artista femminile del 2024.
Nell'aprile 2025 si è portata a casa un secondo premio Play alla miglior artista femminile.

## Discografia

### Album in studio
- 2023 – Finda

### EP
- 2018 – Cartas
- 2025 – Lusa: Ato I

### Singoli
- 2016 – És tu
- 2017 – A última carta
- 2018 – Friendzone
- 2018 – Nem sequer doeu
- 2018 – E se eu
- 2018 – Como eu
- 2019 – Larga - Me essas
- 2019 – Nós os dois
- 2020 – Eu não (feat. Kasha)
- 2022 – Ou não
- 2022 – Como tu (feat. Ivandro)
- 2023 – Cristaliza
- 2023 – Carro (feat. Dillaz)
- 2024 – Fumaça (feat. Veigh)